# OCBC Singapore Continental Cycling Team/Saison 2013
Dieser Artikel listet Erfolge und Fahrer des Radsportteams OCBC Singapore Continental Cycling Team in der Saison 2013 auf.

## Erfolge in der UCI Asia Tour
In den Rennen der Saison 2013 der UCI Asia Tour gelangen die nachstehenden Erfolge.
| Datum        | Rennen                                         | Kat. | Fahrer         |
| ------------ | ---------------------------------------------- | ---- | -------------- |
| 2. April     | 2. Etappe Tour of Thailand                     | 2.2  | Sea Keong Loh  |
| 5. Juni      | 4. Etappe Tour de Singkarak                    | 2.2  | Sea Keong Loh  |
| 26.–30. Juni | Gesamtwertung Jelajah Malaysia                 | 2.2  | Sea Keong Loh  |
|              | Singapurische Meisterschaft – Straßenrennen    | CN   | Ji Wen Low     |
|              | Singapurische Meisterschaft – Einzelzeitfahren | CN   | Junrong Ho     |
| 2. November  | 1. Etappe Banyuwangi Tour de Ijen              | 2.2  | Jason Christie |

## Abgänge – Zugänge
| Zugänge                  | Team 2012                       | Abgänge                             | Team 2013      |
| ------------------------ | ------------------------------- | ----------------------------------- | -------------- |
| Thomas Rabou             | Competitive Cyclist Racing Team | Maxime Martin                       | CC Marmande 47 |
| Jason Christie           | Differdange-Magic-SportFood.de  | Junaidi Hashim                      | Unbekannt      |
| Cal Britten              | Neoprofi                        | Darren Low                          | Unbekannt      |
| Zhiming Ryan Chan        | Neoprofi                        | Yong Yi Marcus Leong (bis 31. Juli) | Unbekannt      |
| Tom Donald               | Neoprofi                        |                                     |                |
| Eric Sheppard            | Neoprofi                        |                                     |                |
| Angus Tobin              | Neoprofi                        |                                     |                |
| Luke Parker (ab 1. Juni) | Neoprofi                        |                                     |                |

## Mannschaft
| Name                 | Geburtstag         | Nationalität |
| -------------------- | ------------------ | ------------ |
| Ahmad Haidar Anuawar | 25. April 1986     | Malaysia     |
| Cal Britten          | 17. März 1988      | Australien   |
| Zhiming Ryan Chan    | 9. August 1994     | Singapur     |
| Jason Christie       | 22. Dezember 1990  | Neuseeland   |
| Tom Donald           | 5. August 1984     | Australien   |
| Choon Huat Goh       | 14. Dezember 1990  | Singapur     |
| Junrong Ho           | 28. August 1990    | Singapur     |
| Lemuel Lee           | 8. Juli 1991       | Singapur     |
| Chang Ee Timothy Lim | 26. September 1986 | Singapur     |
| Sea Keong Loh        | 2. November 1986   | Malaysia     |
| Ji Wen Low           | 27. Oktober 1989   | Singapur     |
| Luke Parker          | 21. Oktober 1993   | Australien   |
| Thomas Rabou         | 12. Dezember 1983  | Niederlande  |
| Phuchong Sai-Udomsin | 23. März 1988      | Thailand     |
| Eric Sheppard        | 16. Oktober 1991   | Australien   |
| Angus Tobin          | 18. Juni 1992      | Australien   |